# HAL 연구소
주식회사하루연구소(일본어: 株式会社ハル研究所)는 닌텐도의 산하 회사 중 하나이다. 1980년에 창립되었으며 1992년, 무리한 미국지사 설립 강행등으로 파산 위기를 맞았으나 평소 관련이 있던 닌텐도의 지원으로 파산 위기를 넘겼으며, 현재의 HAL 연구소로 이른다. 회사의 이름은, 2001 스페이스 오디세이에 나오는 HAL 9000을 바탕으로 하였다.

## 주요 인물
- 사쿠라이 마사히로 - 별의 커비 시리즈,슈퍼 스매시 브라더스시리즈
- 이와타 사토루 - 전 닌텐도 사장.

## 게임 목록

### 닌텐도 시스템

#### 패밀리 컴퓨터
- 핀볼 (1984년 비디오 게임)
- 골프 (1984년 비디오 게임)
- F1 레이스
- 벌룬 파이트
- 자우스트
- 로로의 모험
- 별의 커비 꿈의 샘 이야기

#### 패밀리 컴퓨터 디스크 시스템
- 파이어 밤
- 로로의 모험

#### 게임보이
- 별의 커비 (비디오 게임)
- 로로의 모험
- 별의 커비 2

#### 슈퍼 패미컴
- 하이퍼존
- 알카에스트
- 마더 2: 기그의 역습
- 커비 볼
- 별의 커비 슈퍼디럭스
- 별의 커비 3

#### 닌텐도 64
- 닌텐도 올스타! 대난투 스매시브라더스
- 포켓몬 스냅
- 별의 커비 64

#### 게임보이 컬러
- 포켓몬 핀볼

#### 닌텐도 게임큐브
- 대난투 스매시브라더스 DX
- 커비의 에어라이드
- 커비 포 닌텐도 게임큐브 (취소됨)

#### 게임보이 어드밴스
- 별의 커비 꿈의 샘 이야기
- 별의 커비 거울의 대미궁
- 마더 3 (비디오 게임)

#### 닌텐도 DS
- 터치! 커비
- 별의 커비 도팡 일당의 습격
- 포켓몬 레인저
- 별의 커비 울트라 슈퍼 디럭스
- 모여라! 커비

#### Wii
- 대난투 스매시브라더스 X
- 별의 커비 Wii
- 별의 커비 20주년 기념 스페셜 컬렉션

#### 닌텐도 3DS
- 별의 커비 트리플 디럭스
- 별의 커비 로보보 플래닛

#### Wii U
- Kirby and the Rainbow Curse

#### 닌텐도 스위치
- 별의 커비 스타 얼라이즈
- 별의 커비 디스커버리
- 커비의 드림 뷔페

### 기타 시스템

#### MAX Machine /코모도어 64
- 스페이스 인베이더(Avenger)
- 랠리 X

#### PC 엔진슈퍼 CD-ROM²
- 파워 골프2: 골퍼